# トーマス・クロート
トーマス・クロート（Thomas Kroth、1959年8月26日 - ）は、ドイツ出身の元サッカー選手、サッカー代理人。

## 選手経歴
1977年に当時2部リーグ所属のキッカーズ・オッフェンバッハでデビュー。翌年1978年に1.FCケルンへ移籍しブンデスリーガデビューを果たし、ベルント・シュスター、ピエール・リトバルスキーとともに“ケルンの若き三羽ガラス”と称された。以後クロートは3つの異なるクラブでDFBポカールのタイトルを獲得している。 
また、ケルン時代には奥寺康彦ともプレー。 その後・アイントラハト・フランクフルト、ハンブルガーSV、ボルシア・ドルトムントといったクラブで活躍。左足から放たれる強力なロングシュートでも名の通ったMFであった。
1985年のハンガリー戦にてフランツ・ベッケンバウアー監督のもとで西ドイツ代表デビューを果たした。当時の代表メンバーには、ハラルト・シューマッハーやオラフ・トーン、ウリ・シュタイン、フェリックス・マガト、カール＝ハインツ・ルンメニゲ、ルディ・フェラー、ローター・マテウス、ピエール・リトバルスキーなどの顔ぶれが揃っていた。
ボルシア・ドルトムントでの1989-90シーズンを最後に現役引退。現在はドイツサッカー連盟公認の選手代理人として活動。代理人事務所「PRO Profil」の代表を務め、スポーツ選手の代理人業務を行っている。

## 代理人経歴
1992年、西ドイツ代表時代のチームメイトでもあるピエール・リトバルスキーに請われる形で代理人として第2の人生を踏み出し、ドルトムントに会社を設立。現在ではドイツ全土に4つのオフィスを構え、国内だけでなく、スペイン、フランス、オランダ、クロアチアなど、ヨーロッパ各国に独自のネットワークを持つに至っている。2010年現在専属契約選手は21人。ドイツでは通常、ユースチーム時代に契約し10年間は面倒をみることを旨としている。
主にドイツ国内選手や欧州選手に関わるが、2003年の高原直泰のハンブルガーSVへの移籍を始めとして、日本人選手のドイツへの移籍のほとんどに関わっている。日本との最初の接点はピエール・リトバルスキーをジェフ市原（当時）に移籍させたことが切っ掛けとなった。

### 日本人契約選手
トーマス・クロートは日本人選手とは主にドイツ側（ブンデスリーガ）の代理人として関わっている（日本側にも代理人がいる）。トーマス・クロートのPRO profil GmbH専属契約選手は現在、香川真司のみである。
契約中の選手
- 香川真司

かつて契約をしていた選手
- 高原直泰
- 稲本潤一
- 小野伸二
- 長谷部誠
- 大久保嘉人
- 菊地直哉
- 相馬崇人
- 矢野貴章
- 内田篤人
- 槙野智章
- 細貝萌
- 岡崎慎司
- 宇佐美貴史